# Frank Froehling
Frank Arthur Froehling III, né le 19 mai 1942 à San Diego et mort le 23 janvier 2020 à Jensen Beach, est un joueur de tennis américain des années 1960 et 1970.

## Biographie
Fils de Frank II, ancien joueur universitaire, Frank Froehling a grandi a Coral Gables en Floride a été formé à la Trinity University de San Antonio au Texas où il obtient un diplôme de mathématiques en 1964. À la fin des années 1960, il passe plusieurs années à l'écart des courts pour raisons professionnelles.
Il a fait partie de l'équipe américaine finaliste de la Coupe Davis en 1963. S'il ne joue pas en finale à Adélaïde, il participe à la demi-finale interzone où il bat les Anglais Billy Knight et Mike Sangster. En 1965, il perd deux matchs contre l'Espagne. Il reste cependant principalement connu pour avoir participé à la finale en 1971 face à la Roumanie à Charlotte, la dernière avec le format Challenge Round. Lors du second simple contre Ion Țiriac, il remonte un handicap de deux manches pour s'imposer en cinq sets (3-6, 1-6, 6-1, 6-3, 8-6). C'est Arthur Ashe qui donne la victoire à l'équipe, Froehling perdant quant à lui le dernier simple sans enjeu contre Ilie Năstase.
Sur le plan individuel, Frank Froehling a notamment participé à la finale des Championnats américains en 1963, perdue contre Rafael Osuna (7-5, 6-4, 6-2). Il avait préalablement éliminé le champion de France Roy Emerson en huitièmes de finale (6-4, 4-6, 9-7, 6-2), puis Bobby Wilson en quarts en cinq sets. Il a également disputé la finale du tournoi en double messieurs avec Charlie Pasarell en 1965 et à deux reprises en double mixte. En Europe, il est quart de finaliste à Wimbledon en 1963 (défaite contre Fred Stolle) et demi-finaliste aux Internationaux de France en 1971 (victoire sur Arthur Ashe puis défaite contre Năstase). Selon le journaliste Lance Tingay, il était le 6e meilleur joueur mondial l'année de sa finale à Forest Hills.
Après son retrait des courts, il devient brièvement professeur dans un club de Port St. Lucie avant de s'établir comme constructeur de courts de tennis avec sa société Fast-Dry Courts & 10-S Tennis Supply basée à Pompano Beach, participant à la réalisation de plus de 5000 courts en Floride. Il est introduit au Florida Tennis Hall of Fame en 1981.
Il meurt le 23 janvier 2020 après avoir souffert d'une leucémie lymphoïde chronique pendant plusieurs années.

## Palmarès

### Finale en simple (1)
| No | Date       | Nom et lieu du tournoi                  | Catégorie | Dotation | Surface      | Vainqueur    | Score         |          |
| -- | ---------- | --------------------------------------- | --------- | -------- | ------------ | ------------ | ------------- | -------- |
| 1  | 28-08-1963 | US National Championships, Forest Hills | G. Chelem | NC $     | Gazon (ext.) | Rafael Osuna | 7-5, 6-4, 6-2 | Parcours |

### Finales en double (4)
| No | Date       | Nom et lieu du tournoi                       | Catégorie | Dotation | Surface      | Vainqueurs                  | Partenaire       | Score                |          |
| -- | ---------- | -------------------------------------------- | --------- | -------- | ------------ | --------------------------- | ---------------- | -------------------- | -------- |
| 1  | 03-09-1965 | US National Championships Forest Hills       | G. Chelem | NC $     | Gazon (ext.) | Roy Emerson Fred Stolle     | Charlie Pasarell | 6-4, 10-12, 7-5, 7-3 | Parcours |
| 2  | 26-04-1971 | Tournoi de tennis de River Oaks Houston      |           | NC $     | NC           | Milan Holeček Onny Parun    | Tom Edlefsen     | 1-6, 7-6, 6-4        |          |
| 3  | 20-09-1971 | Tournoi de tennis de Los Angeles Los Angeles |           | NC $     | Dur (ext.)   | John Alexander Phil Dent    | Clark Graebner   | 7-6, 6-4             |          |
| 4  | 14-08-1972 | Cleveland WCT Cleveland                      |           | NC $     | Dur (ext.)   | Cliff Drysdale Roger Taylor | Charlie Pasarell | 7-6, 6-3             |          |

### Finales en double mixte (2)
| No | Date       | Nom et lieu du tournoi                 | Catégorie | Dotation | Surface      | Vainqueurs                 | Partenaire    | Score    |          |
| -- | ---------- | -------------------------------------- | --------- | -------- | ------------ | -------------------------- | ------------- | -------- | -------- |
| 1  | 31-08-1962 | US National Championships Forest Hills | G. Chelem | NC $     | Gazon (ext.) | Margaret Smith Fred Stolle | Lesley Turner | 7-5, 6-2 | Parcours |
| 2  | 03-09-1965 | US National Championships Forest Hills | G. Chelem | NC $     | Gazon (ext.) | Margaret Smith Fred Stolle | Judy Tegart   | 6-4, 6-4 | Parcours |